# Rhagodixa kurdistanica
Espèce
Synonymes
- Rhagodes kurdistanicus Roewer, 1933

Rhagodixa kurdistanica est une espèce de solifuges de la famille des Rhagodidae.

## Distribution
Cette espèce est endémique d'Irak. Elle se rencontre au Kurdistan.

## Description
Le mâle décrit par Roewer en 1941 mesure 30 mm et la femelle 40 mm.

## Étymologie
Son nom d'espèce lui a été donné en référence au lieu de sa découverte, le Kurdistan.

## Publication originale
- Birula, 1936 : Über eine vermutlich neue Rhagodes-Art (Solifugen) aus Kurdistan. Festschrift zum 60. Geburtstage von Professor Dr. Embrik Strand, vol. 1, p. 50-52.